# August Sutor
August Sutor (* 17. Mai 1812 in Hamburg; † 20. Oktober 1884 in Meiningen) war ein deutscher Jurist.

## Leben
Sutor war ein Sohn des Geldwechslers Joachim Melchior Carsten Sutor und Therese Adelheid, geborene Wessel. Nach einem Schulbesuch auf dem Johanneum in Hamburg war er ab 1830 zunächst kaufmännisch tätig. Später entschied er sich für ein Studium der Rechtswissenschaft. Zur Vorbereitung besuchte Sutor 1833 und 1834 das Akademische Gymnasium in Hamburg und war dann an den Universitäten Berlin und Göttingen immatrikuliert. Am 19. August 1837 wurde er zum Dr. jur. promoviert und erwarb danach in Hamburg das Bürgerrecht. Sutor wurde am 22. Oktober 1837 in Hamburg als Advokat immatrikuliert und war als solcher bis 1860 zugelassen. Einige Zeit arbeitete er mit Johannes Versmann zusammen. Ab 30. Januar 1860 war Sutor Richter am Handelsgericht, bis er 1871 aufgrund von Krankheit in den Ruhestand ging.
Neben einigen Büchern und Schriften verfasste Sutor Beiträge für die Zeitschrift Der Freischütz und die Kölner Zeitung. Unter dem Pseudonym August von Leisten schrieb er Gedichte und Beiträge für den Hamburger Boten und das Nordalbingische Album.
Sutor war Mitglied der Hamburger Konstituante und gehörte von 1859 bis 1865 der Hamburgischen Bürgerschaft als Abgeordneter an.
August Sutor heiratete am 29. Mai 1841 Lida Sophia Philippine Julie Fincke aus Göttingen.

## Publikationen
- Die Errichtung des Handels-Gerichts in Hamburg. Zur Erinnerung an den 21. Februar 1816. Boyes & Geisler, Hamburg 1866 (online).
- Ein Wort an Hamburg’s Bürger über die beabsichtigte Anlage einer Staats-Wasserkunst. Hamburg 1844.
- Unsere Löschanstalten und Herr Edw. James Smith: Berichtigungen und Vorschläge. Hoffmann & Campe, Hamburg 1843.
- Die Supplik vom 8. Juni 1842 und ihre Bedeutung. Hoffmann und Campe, Hamburg 1842 (online).
- Briefe an Hamburg. Geschrieben im Mai 1842. Hoffmann & Campe, Hamburg 1842.
- Darstellung der Aufnahme der ersten Juden in Hamburg. B. S. Berendsohn, Hamburg 1838, urn:nbn:de:hebis:30-180011946005.